# منتجع هابيتاس العلا
منتجع هابيتاس العلا يقع في مدينة العلا، بالمملكة العربية السعودية، ويعرف بأسم "Habitas AlUla Resort" هو مُنتجع فندقي من فئة الخمس نجوم ويعتبر من أحدث الفنادق في العلا من حيث الخدمات والجودة.
وهو منتجع صديق للبيئة مبني بإسلوب مستدام باستخاد مواد عضوية مصنوعة بطريقة مسؤولة لتتناغم مع محيطها الطبيعي.

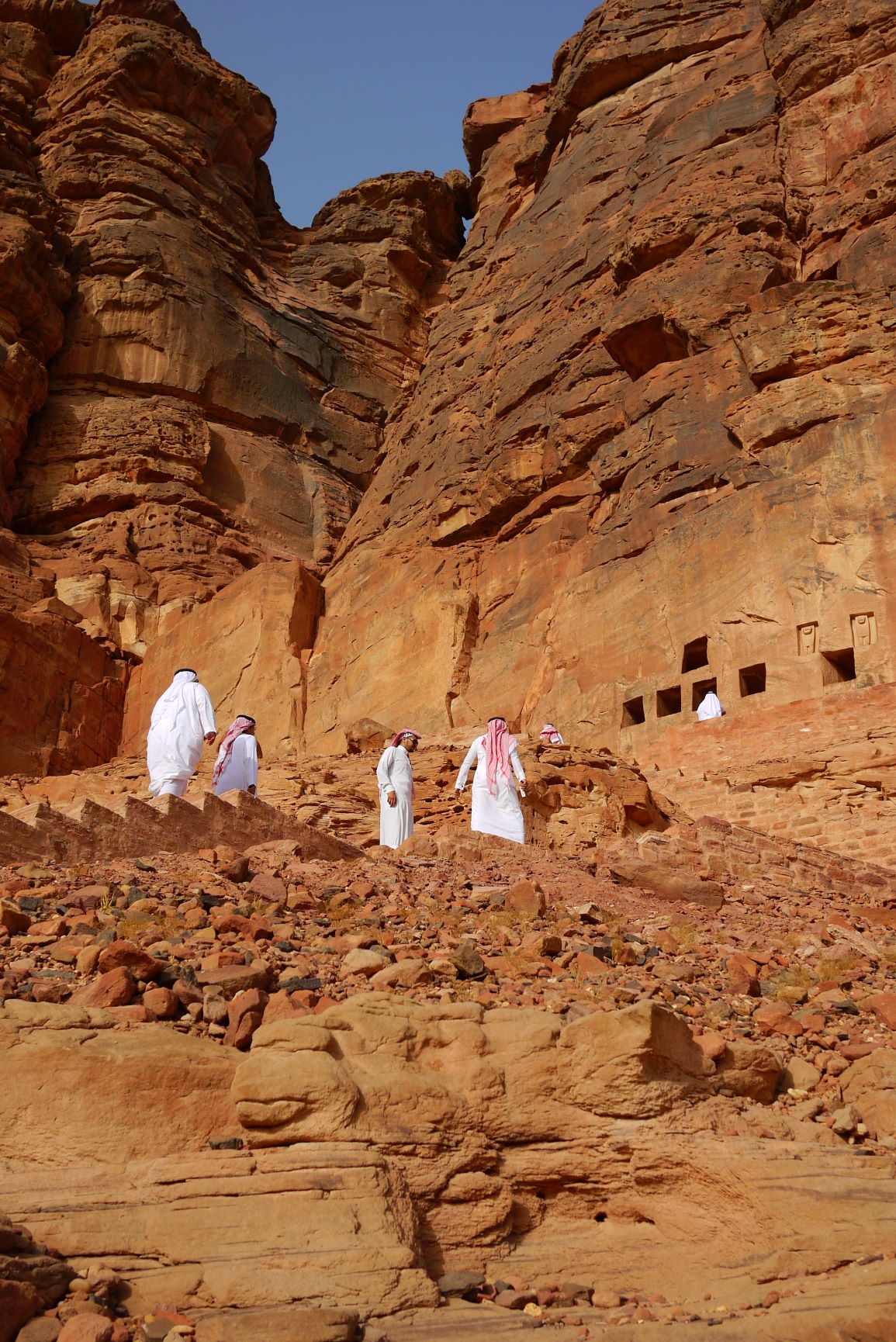
مواقع أثرية في العلا

## الأجنحة والغرف
1. فيلا بغرفة نوم واحدة: به 1 سرير مزدوج كبير.
2. فيلا ديلوكس: به 2 سرير مزدوج كبير.
3. هناك فيلا سوبيريور: بها غرفة نوم بها 1 سرير مزدوج كبير وهناك غرفة معيشة: بها 1 سرير أريكة.[1]

## المرافق
تتضمن مرافق هابيتاس العلا:
1. مساحة مخصصة لليوجا
2. مراكز الاستجمام واللياقة البدنية
3. مطعم
4. مسبح[1]

يوفّر منتجع هابيتاس أيضاً برامج ترفيهية تتضمن جولات المشي والتعرّف على روائع الفن والثقافة المحلية، ورحلات التنزّه في الوادي، وجلسات اليوجا والتأمل وتمارين التنفّس.
وتقوم هابيتاس بعروض سينما الهواء الطلق المتوفّرة أسبوعياً، والتي تعرض أفلام وثائقية عن المنطقة (محافظة العلا)، بالإضافة إلى محاضرات النقاش المفتوح المتعلقة بالتاريخ والثقافة والمبادرات المحلية.

## الأطعمة
يقدم مطعم تاما أشهى المأكولات المحضّرة من منتجات مزروعة بأسلوب مستدام. ويمزج أسلوب تقديم الطعام والشراب في تاما بين المطبخ السعودي ومطبخ الشرق الأوسط باستخدام مكوّنات محلية طازجة، لإحياء النكهات الفريدة من المملكة العربية السعودية. تتضمن الأطباق المدرجة في قائمة عشاء مطعم تاما محمّرة الشرق الأوسط، والكبسة، وصيادية سمك سنجاري، ومندي الحاشي، وغيرها من الأطباق اشهية.